# Cerasella (film)
Cerasella è un film del 1959 diretto da Raffaello Matarazzo. 
Film commedia comico-sentimentale, considerato un precursore dei musicarelli degli anni 1960.
Ha per protagonisti, nel ruolo di due innamorati, Mario Girotti, divenuto in seguito celebre con lo pseudonimo Terence Hill, all'epoca ventenne, e Claudia Mori, quindicenne, al debutto come attrice. È stato girato a Vietri sul Mare in costiera amalfitana.

## Trama

Alessandra Panaro e Mario Girotti in una scena del film

Cerasella è una giovane ragazza in procinto di sposare Alfredo. Non amandolo, poco prima delle nozze scappa rifugiandosi su di una piccola imbarcazione dove conosce il ricco e aitante Bruno che, a sua volta sta per sposare Nora. Il padre di Bruno preme affinché il figlio lasci Nora, sospettando che la ragazza sia solo interessata al patrimonio di famiglia e non al figlio. Bruno non accetta l'ultimatum del padre che lo disereda. Il ragazzo ha ormai perso il suo patrimonio e anche Nora che, vista la situazione, decide di lasciarlo.
Cerasella quindi aiuta Bruno a trovare un lavoro, a condizione che lui finga di essere il suo fidanzato: il giovane accetta. Ben presto la finzione diviene realtà e i due si innamorano. Il padre di Bruno, resosi conto che il giovane ha rinunciato a tutto pur di sposare Nora, acconsente al matrimonio, e Nora fa di tutto per riconquistare il suo ex fidanzato, arrivando persino a calunniare Cerasella. Bruno inizialmente crede a Nora, lascia il lavoro e Cerasella, ma il padre di Bruno rimette le cose a posto dopo aver avuto un colloquio con la ragazza.

## Produzione e distribuzione
Girato nell'estate del 1959, è uscito nelle sale l'11 dicembre dello stesso anno.

## Colonna sonora
Le canzoni utilizzate nel film sono:
- Sarrà chissà, di Roberto Murolo
- Si 'nnato c'a cammisa, di Roberto Murolo
- Padrone d'o mare, di Tito Manlio e Salve D'Esposito
- Cerasella, di Enzo Bonagura, Ugo Pirro ed Eros Sciorilli cantata da Fausto Cigliano

Molte delle musiche del film sono melodie romantiche della canzone partenopea.